# Radioaktivitás

Az alfa-sugárzás hélium atommagokból áll, és akár egy vékony papír is elnyeli őket. A béta-sugárzás elektronsugárzás, és egy alumíniumlemez nyeli el őket. A gamma-sugárzás elnyelésére a leghatékonyabb anyag az ólom, mely megfelelő vastagság esetén teljesen elnyeli a sugárzást.

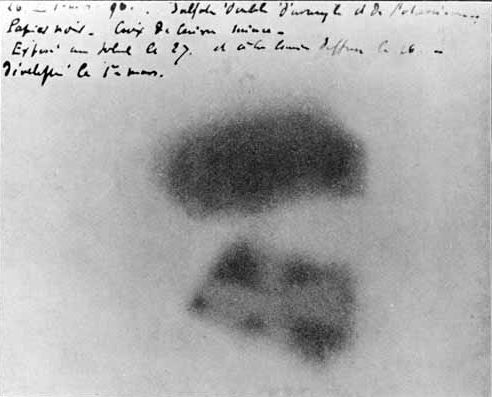
Becquerel fényképlemeze

A radioaktivitás a nem stabil (úgynevezett radioaktív) atommagok bomlásának folyamata. Ez nagy energiájú ionizáló sugárzást kelt. Radioaktív sugárzás a természetben is előfordul. Mérésére részecskedetektorokat használnak.
Az elnevezés a latin radio (sugároz) és activus (cselekvő) szó összetételéből származik.
Radioaktív elemeknek nevezik azokat az elemeket, amelyeknek nincs stabil izotópjuk.

## Felfedezése
A radioaktivitást 1896-ban a foszforeszkáló anyagokkal kísérletező Henri Becquerel francia tudós fedezte fel, amiért 1903-ban megkapta a fizikai Nobel-díjat. Úgy gondolta, hogy a katódsugárcső fénye valamilyen módon összefügg a foszforeszcenciával. Különféle foszforeszkáló anyagokat burkolt fekete papírba egy fényképlemezzel együtt, és a fényképlemez feketedését vizsgálta. Nem észlelt feketedést amíg uránsókkal nem próbálkozott. Miután a nem foszforeszkáló uránsókkal próbálkozott, kiderült, hogy a jelenségnek semmi köze sincs a foszforeszcenciához. Kimutatta, hogy a sugárzás intenzitása arányos az urán koncentrációjával, így arra következtetett, hogy ez a sugárzás az uránatom tulajdonsága. Pierre és Marie Curie új, sugárzó elemek után kutatva fedezték fel, hogy a tórium is sugároz. Az uránércből kivontak még két erősebben sugárzó elemet, a polóniumot és a rádiumot. A Curie házaspár nehéz és fárasztó munkájának szemléltetéséül: nyolc tonna uránércből 0,1 gramm rádium nyerhető ki.
A Curie házaspár és Ernest Rutherford kísérletei a radioaktív sugárzásnak két összetevőjét mutatta ki: a nagyon rövid hatótávolságú (levegőben kevesebb, mint 1 cm) alfa-sugárzás, és a béta-sugárzás (néhányszor tíz cm levegőben). 1900-ban fedezte fel Paul Ulrich Villard a gamma-sugárzást, amit 10 cm ólom sem bír elnyelni. Később bebizonyították, hogy a gamma-sugárzás valójában nagyenergiájú elektromágneses sugárzás.

## Radioaktív sugárzás (bomlás)
Három fontosabb fajtája van. Egyre nagyobb áthatolóképességgel:
1. Alfa-bomlás során az atommagból egy hélium atommag (erősen kötött 2 proton és 2 neutron) válik ki. Erősen ionizáló, viszont a hatótávolsága levegőben 1 cm alatti.
2. Béta-bomlás során az atommagban neutronból lesz proton, elektron kibocsátása közben. Így a béta-sugárzás valójában elektronsugárzás. Közepesen ionizáló hatású, hatótávolsága levegőben pár tíz cm.
3. Gamma-bomlás során energia távozik nagy energiájú fotonként. Az előbbiek kísérőjelensége szokott lenni. Hatótávolsága légüres térben gyakorlatilag végtelen, a nagy tömegszámú elemek (általában ólom) hatékonyan gyengítik.

Az alábbi táblázat rendszerezi a három fontosabb és több további bomlásfajtát nagyjából csökkenő előfordulási valószínűség szerint rendezve. A az atom tömegszámát (protonok és neutronok együttes száma), Z pedig a rendszámot (protonok száma) jelöli.
| Bomlási mód                                            | Részt vevő részecskék                                                                                     | Leánymagok             | Mag gerjesztettség    |
| Bomlás magemisszióval                                  | Bomlás magemisszióval                                                                                     | Bomlás magemisszióval  | Bomlás magemisszióval |
| ------------------------------------------------------ | --- | ---------------------- | --------------------- |
| Alfa-bomlás                                            | Egy alfa-részecskét (A=4, Z=2) emittál a mag                                                              | (A-4, Z-2)             | nő                    |
| Protonemisszió                                         | Egy proton kilökődik a magból                                                                             | (A-1, Z-1)             | ?                     |
| Neutronemisszió                                        | Egy neutron kilökődik a magból                                                                            | (A-1, Z)               | ?                     |
| Kettős protonemisszió                                  | Egyidejűleg két proton kilökődése a magból                                                                | (A-2, Z-2)             |                       |
| Kettős neutronemisszió                                 | Egyidejűleg két neutron kilökődése a magból                                                               | (A-2, Z)               |                       |
| Spontán hasadás                                        | A kezdeti mag kettő vagy több kisebb magra, valamint részecskékre bomlik                                  | –                      |                       |
| Klaszterbomlás, nehézion-emisszió                      | A mag kibocsát egy kis tömegű magot (A1, Z1), mely nehezebb az alfa-részecskénél                          | (A-A1, Z-Z1) + (A1,Z1) |                       |
| A béta-bomlás különböző módjai                         | |                        |                       |
| Negatív béta-bomlás                                    | A mag egy elektront és egy antineutrínót emittál                                                          | (A, Z+1)               |                       |
| Pozitronemisszió vagy pozitív béta-bomlás              | A mag egy pozitront és egy neutrínót emittál                                                              | (A, Z-1)               |                       |
| Elektronbefogás                                        | A mag befog egy héjelektront és kibocsát egy neutrínót – A leánymag gerjesztett, instabil állapotba kerül | (A, Z-1)               | nő                    |
| Kettős béta-bomlás                                     | A mag két elektront és két antineutrínót bocsát ki                                                        | (A, Z+2)               | nő                    |
| Kettős elektronbefogás                                 | A mag elnyel két héjelektront és kibocsát két neutrínót                                                   | (A, Z-2)               |                       |
| Elektronbefogás pozitronemisszióval                    | A mag elnyel egy héjelektront és kibocsát egy pozitront és két neutrínót                                  | (A, Z-2)               |                       |
| Kettős pozitronemisszió                                | A mag kibocsát két pozitront és két neutrínót                                                             | (A, Z-2)               |                       |
| Átmenetek a mag két azonos összetételű állapota között | |                        |                       |
| Gamma-bomlás                                           | A gerjesztett mag kibocsát egy nagy energiájú gamma-fotont (gamma-sugárzás)                               | (A, Z)                 |                       |
| Belső konverzió                                        | A gerjesztett mag energiát ad át egy héjelektronnak, mely kilökődik az atomból                            | (A, Z)                 |                       |

## Aktivitás
Egy adott radioaktív forrás aktivitása megmondja, hogy hány bomlás történik másodpercenként. Mértékegysége a Bq (Henri Becquerel tiszteletére), 1 Bq másodpercenként egy bomlásnak felel meg. Régebbi mértékegység a Ci (Curie), 1 Ci egy gramm rádium aktivitásának felel meg (3,7·1010 Bq). 
A radioaktív bomlás teljesen véletlen jelenség, egy adott atommagról nem lehet megállapítani, hogy mikor fog elbomlani, viszont az elbomlásának időbeni valószínűsége állandó. Egy forrásban a bomlások száma tehát arányos a radioaktív magok számával, amit a következőképp írhatunk föl:
{\displaystyle A=-{\frac {\ dN}{dt}}=\lambda \cdot N}
Ezt integrálva kapjuk a bomlási törvényt:
{\displaystyle N\left(t\right)=N_{0}\cdot e^{-\lambda t}}
Látható, hogy a radioaktív magok száma exponenciálisan csökken. A λ a bomlásállandó: megadja, hogy mekkora valószínűséggel bomlik el egy atommag egy másodperc alatt. 
Többet használják viszont a T1/2 felezési időt: ez megadja, hogy mennyi idő alatt bomlik el az összes radioaktív mag fele. A bomlásállandóból a következőképp lehet kifejezni:
{\displaystyle T_{1/2}={\frac {\ln 2}{\lambda }}}
Ha ismerjük egy izotóp felezési idejét, akkor egy adott forrás A aktivitása könnyen meghatározható:
{\displaystyle A={\frac {\ln 2}{T_{1/2}}}\cdot N}

## Radioaktív atommagok
- elsődleges természetes radionuklidok (1)
  - olyan természetes radioaktív magok, amelyek megtalálhatóak a Naprendszer keletkezése óta
  - felezési idejük nagyon hosszú
  - 26 ilyen mag ismert. Például: 238U ( T=4,47·109 év ), 40K ( T=1,28·109 év ), 87Rb ( T=4,8·1010 év )
- másodlagos természetes radionuklidok (2)
  - Olyan magok, amelyek (1) bomlása révén keletkeznek
  - Felezési idejük nagyon rövid, a Naprendszer keletkezése óta nem találhatóak meg
  - 38 ilyen mag ismert. Például: 226Ra (T=1600 év), 234Th (T=24,1 nap)
- Indukált természetes radionuklidok (3)
  - állandóan keletkeznek a kozmikus sugárzás hatására
  - 10 ilyen mag ismert. Például: 3H (T=12,3 év), 14C (T=5730 év)
- mesterséges radionuklidok (4)
  - emberi tevékenység során keletkeztek, a természetben nincsenek számottevően jelen
  - 2000 ilyen mag ismert 60Co, 137Cs, 24Na

## Legfontosabb radioaktív izotóp elemek bomlás szerint
| - Amerícium 241Am - Antimon 125Sb - Cézium 134Cs, 135Cs , 137Cs - Jód 129I, 131I , 133I - Klór 36Cl - Kobalt 60Co - Kripton 85Kr , 89mn - Kűrium 242Cm , 244Cm - Plutónium 239Pu , 241Pu | - Radon 222Rn - Rádium 226Ra , 228Ra - Ruténium 106Ru - Stroncium 90Sr - Szelén 75Se - Szén 14C - Tórium 232Th - Trícium 3H - Urán 235U , 238U |

## A periódusos rendszer radioaktív elemei
A periódusos rendszerben jelenleg 118 elemet ismerünk. Ebből 37 elemnek nincs stabil izotópja. Ezek az alábbi elemek:
| - technécium - prométium - bizmut - polónium - asztácium - radon - francium - rádium - aktínium - tórium - protaktínium - urán | - neptúnium - plutónium - amerícium - kűrium - berkélium - kalifornium - einsteinium - fermium - mendelévium - nobélium - laurencium - raderfordium | - dubnium - sziborgium - bohrium - hasszium - meitnérium - darmstadtium - röntgénium - kopernícium - nihónium - fleróvium - moszkóvium - livermórium - oganeszon |

## Biológiai hatásai

A radioaktív anyagok jele.

A fizikai hatást az ionizáció váltja ki, ami az elektronokra hat. Az elektronszerkezet megváltozása kémiai hatásként megváltoztatja a molekulákat, amelyek megváltozva a vegyületekben másképpen hatnak a sejtekre. Ez a biológiai változás hat a szövetekre, a belőlük felépülő szervekre, így az emberre is.
A sugárzási energia egyik hatása a DNS lánchasadása. Két változata van: a közvetlen és a közvetett. A közvetlen: a radioaktív részecske a DNS valamelyik atomjával ütközik, megváltoztatva az ezt tartalmazó nukleobázis kémiai szerkezetét, ami miatt a DNS hosszú lánca megszakad, illetve a gén szerkezete torzul. A közvetett: az eltalált atom ionizációja szabad gyököket hoz létre a sejtmagban, és ezek kémiai reakcióval változtatják meg a nukleobázist, roncsolva a DNS-t. (Az összes radioaktív sugárzás okozta DNS károsodás háromnegyede ilyen típusú.) Ha a sejt nem pusztul el, akkor a keletkezett hibát helyrehozhatja javító enzimekkel. Ha ez sikertelen, akkor az okozott mutáció vagy életképtelen és így elpusztuló, vagy megváltozott örökítő anyagú utódsejteket eredményez.
Egy-két sejt pusztulása nem okoz észlelhető kárt, de ha sok sejt pusztul el egyszerre, akkor az már károsan hat az adott szövet működésére, adott esetben teljesen leáll és/vagy elhalhat. Ilyen hatáshoz csak nagy dózis vezethet, amit determinisztikus hatásnak nevezünk. Következménye lehet a különböző fontos biológiai hatóanyagok pl. enzimek, vitaminok aktivitásának a csökkenése, vagy inaktiválódása, súlyosabb esetben különböző káros, esetleg halálos mutációk.
Néhány DNS-károsodás nem érint kódoló szakaszt, vagy csak inaktív marad további sugárzásig. 
A károsodás ilyenkor csak az utódokban jelenik meg.
Hogy a sugárzás biológiai hatásait objektíven felmérhessük, megfelelő fizikai mennyiségeket kell definiálni. Így vezették be a dózist, ami a sugárzásból 1 kg anyag által elnyelt energia mennyisége. Mértékegysége a gray (1 Gy = 1 J/kg). A régi, már hatályon kívül helyezett mértékegység a rad (1 rad = 0,01 Gy).
Kísérletileg igazolt tény, hogy a radioaktív sugárzás hatása élő szervezetekre nagymértékben függ a fajtájától és az energiájától. Adott energiájú alfa-részecske több kárt okoz, mint egy ugyanakkora energiájú elektron, vagy egy foton. A különbség a lineáris energiaveszteség (dE/dx) különbözőségében rejlik. Például egy alfa-részecske az energiáját fémben 1 mikrométer alatt adja le, míg ehhez egy gamma-fotonnak akár több centiméterre is szüksége lehet. Emiatt minden fajta sugárzáshoz egy koefficienst rendelünk – a biológiai hatásosságot (RBE – Relative Biological Effectivity). A dózis és a biológiai hatásosság szorzata az ekvivalens dózis, aminek a mértékegysége a sievert (Sv).
A radioaktív sugárzás hatása azonban az érintett szerv típusától is függ. Minden szervhez egy koefficiens tartozik, ami nem függ a sugárzás fajtájától és energiájától. Így az effektív dózis egy adott szervre egyenlő az ekvivalens dózis és a szerv koefficiensének szorzatával.
Egy embert Magyarországon átlagosan évi 3,1 (más forrás szerint 2) mSv természetes eredetű dózis ér, ami a levegőben lévő radonból és a kozmikus sugárzásból ered. Ehhez adódnak például a röntgenvizsgálatok hatásai. A nem természetes forrásból származó sugárzás megengedett lakossági effektív dózisa az érzékeny belső szervekre 1 mSv/év, de a végtagoknál és a bőrfelületet kívülrő érő sugárzásnál ez a határ 50 mSv/évre emelhető. Sugárzó anyagokkal dolgozóknál a hosszútávú megengedett dózishatár 20 mSv/év, rövidebb távon 50 mSv/év, végtagoknál és bőrnél 500 mSv/év.

## A bomlási sorok
A radioaktív bomlás során egy kémiai elemből (anyaelemből) egy új elem (leányelem) jön létre. Előfordulhat, hogy ez utóbbi is radioaktív, így újabb bomlás történik. Ez a folyamat addig tart, amíg egy stabil elemhez nem érünk. Ezt nevezik bomlási sornak. A radioaktív bomlás során a tömegszám vagy néggyel csökken (az alfa-bomlás esetében), vagy nem változik (a béta-bomlás és gamma-bomlás esetében). Ezért négy bomlási sor létezik attól függően, hogy a tömegszám négyes osztású maradéka 0, 1, 2 vagy 3. Ebből a négy bomlási sorból csak az a 3 maradt meg, amelyeknél a leghosszabb felezési idejű izotóp felezési ideje nagyságrendileg összemérhető a Föld életkorával (U-238, U-235 és a Th-232). A negyedik (neptúnium) anyaelemének bomlási ideje kétmillió év, így ez ma már csak mesterséges eredetből található meg a Földön.

Az urán-rádium sorozat

238U-család, (másnéven urán–rádium sorozat, zárójelben a felezési idők):

238U (4,468·109 év), 234Th (24,1 nap), 234Pa (6,70 óra), 234U (245 500 év), 230Th (75 380 év), 226Ra (1602 év), 222Rn (3,8235 nap), 218Po (3,10 perc), 214Pb (26,8 perc) és 218At (1,5 s), 214Bi (19,9 perc) illetve 218Rn (35 ms), 214Po (164,3 µs) és 210Tl (1,30 perc), 210Pb (22,3 év), 210Bi (5,013 nap), 210Po (138,376 nap) és 206Tl (4,199 perc), 206Pb (stabil).

Az aktínium sorozat

235U-család, (másnéven aktínium sorozat, zárójelben a felezési idők):

235U (7,04·108 év), 231Th (25,52 óra), 231Pa (32 760 év), 227Ac (21,772 év), 227Th (18,68 nap), 223Fr (22,00 perc), 223Ra (11,43 nap), 219Rn (3,96 s), 215Po (1,781 ms), 211Pb (36,1 perc) és 215At (0,1 ms), 211Bi (2,14 perc), 207Tl (4,77 perc) és 211Po (516 ms), 207Pb (stabil)

A tórium sorozat

232Th-család, (másnéven tórium sorozat, zárójelben a felezési idők):

232Th (1,405·1010 év, 228Ra (5,75 év), 228Ac (6,25 óra), 228Th (1,9116 év), 224Ra (3,6319 nap), 220Rn (55,6 s), 216Po (0,145 s), 212Pb (10,64 óra), 212Bi (60,55 perc), 212Po (299 ns) és 208Tl (3,053 perc), 208Pb (stabil)

A neptúnium sorozat

237Np-család, (másnéven neptúnium sorozat, zárójelben a felezési idők):

237Np (2,14·106 év), 233Pa (27 nap), 233U (1,592·105 év), 229Th (7,34·104 év), 225Ra (14,9 nap), 225Ac (10,0 nap), 221Fr (4,8 perc), 217At (32 ms), 213Bi (46,5 perc), 209Tl (2,2 perc), 209Pb (3,25 óra), 209Bi (1,9·1019 év), 205Tl (stabil)

## Alkalmazása

### Kormeghatározás
Élőlények maradványainak a korát a bennük található radioaktív 14C izotóp (a felezési ideje 5700 év) koncentrációjából lehet meghatározni. A magas légkörben folyamatosan keletkező 14C izotóp (radiokarbon) beépül az élő szervezetbe. Az élőlény elpusztulása után az anyagcsere megszűnik, és a 14C/12C izotóparány csökkenni kezd, mivel a kémiai tulajdonságokat meghatározó rendszám azonos, ezért az arány csupán a bomlás miatt változik meg. A maradványból kinyert szén megváltozott izotópösszetételéből következtetni lehet a maradvány korára. Ez a módszer kb. 40-50 ezer évig használható durván 10%-os pontossággal (ezen idő elteltével a 14C szinte teljesen eltűnik a maradványból).
Megjegyzés: bizonyos korrekciókkal a radiometrikus kormeghatározás pontossága nagymértékben növelhető, de ennek feltételei nem mindig teljesülnek. A radiokarbonos módszerhez pl. kiváló kalibrációs lehetőséget adnak a fák évgyűrűinek elemzései.
Más radionuklidokkal más korszakokat lehet vizsgálni (például: a 235U/238U arányból is meg lehet állapítani a Föld korát).
Borok és egyes elzárt vízrétegek korát a bennük lévő trícium arányából határozzák meg.

### Nyomjelzés
A radioaktív nyomkövetés vagy nyomjelzés, amelyet Hevesy György dolgozott ki, a következőn alapszik: a rendszerben levő bizonyos elem egy részét ugyanazon elem radioaktív izotópjára cseréljük. Ettől kezdve különböző detektorokkal lehet követni az elem mozgását a rendszerben. Ily módon a pajzsmirigy működését, (a pajzsmirigybe radioaktív jódot viszünk), az erek átjárhatóságát, a növények tápanyagcseréjét (radioaktív foszforral) lehet vizsgálni.
Az izotópos füstjelző berendezések működésének elve, hogy a kis áthatoló képességű alfa-részecske a levegőben lebegő szilárd részecskéken (magyarul füst) nagy mértékben elnyelődik, így az átfolyó áram hirtelen lecsökken.
Megjegyzés: Az alfa-részecske kétszeresen pozitív, de nem sugárzó izotóp. Az aktív izotóp bocsátja ki az alfa részecskét, így az izotóp felezési idejétől függően, hosszú ideig egy állandó átfolyó áramot tart fenn. Ezt a tulajdonságát használják ki a pacemakerekben, hiszen így a beteget nem kell maximum 5-10 évente egy nyílt mellkas műtétnek kitenni, amit egy normál elem cseréje okozna.

### Nukleáris erőművek
Az atomerőművek központi része az atomreaktor ahol a kontrollált láncreakció zajlik.

## Logisztika
A radioaktív anyagok tárolását és szállítását szigorú szabályok és paraméterek határozzák meg, különleges kialakítású tárolólétesítmények és szállítóeszközök használhatók kizárólag erre a célra, melyek árnyékolják a káros sugárzást. Ettől függetlenül ritkán, de volt példa radioaktív izotópkapszulák elhagyására, melyeket civilek megtalálva hazavittek, maguk és mások halálát okozva, ezért az ilyen kapszulákra a radioaktivitásra figyelmeztető jelzéseken kívül a Drop & Run felíratot is ráírják, ami annyit tesz: Tedd le és fuss! Halálos kimenetelű „hazavitelre” 1962-ben Mexikóvárosban és 1984-ben Marokkóban is volt példa, 2023 elején pedig egy ausztrál bányavállalat hagyott el szállítás közben egy ilyen, mindössze 6×8 mm-es kapszulát a sivatagban az út mellett, amit később meg is találtak, személyi sérülés nélkül.